# Campionati del mondo di ciclocross 1990
I Campionati del mondo di ciclocross 1990 (en.: 1990 UCI Cyclo-cross World Championships) si sono svolti a Getxo in Spagna dal 3 al 4 febbraio 1990.  
Sono state 3 le gare in programma

## Programma
Sabato 3 febbraio:
- Dilettanti
- Uomini junior

Domenica 4 febbraio:
- Professionisti

## Podi
| Eventi                  | Oro              | Tempo    | Argento            | Tempo | Bronzo              | Tempo |
| Professionisti dettagli | Henk Baars       | 1.03'14" | Adrie van der Poel | a 5"  | Bruno Lebras        | s.t.  |
| Dilettanti dettagli     | Andreas Büsser   | 48'27"   | Miloslav Kvasnička | a 12" | Thomas Frischknecht | a 15" |
| Junior dettagli         | Erik Boezewinkel | 41'51"   | Jérôme Chiotti     | a 12" | Niels van der Steen | a 16" |

## Medagliere
| Pos.   | Nazione        | Oro | Argento | Bronzo | Totale |
| ------ | -------------- | --- | ------- | ------ | ------ |
| 1      | Paesi Bassi    | 2   | 1       | 1      | 4      |
| 2      | Svizzera       | 1   | 0       | 1      | 2      |
| 3      | Francia        | 0   | 1       | 1      | 2      |
| 4      | Cecoslovacchia | 0   | 1       | 0      | 1      |
| Totale | Totale         | 3   | 3       | 3      | 9      |